# Монк, Гарри
Га́рри А́лан Монк (англ. Garry Alan Monk; род. 6 марта 1979, Бедфорд) — английский футболист и футбольный тренер. Выступал на позиции центрального защитника.

## Игровая карьера

### Ранняя карьера
Гарри Монк начал свою карьеру в «Торки Юнайтед» в сезоне 1995/96, отыграв 5 матчей за команду. В конце сезона он перешёл в «Саутгемптон», где стал профессиональным футболистом в мае 1997 года.
Монк вернулся в «Торки» на правах аренды в сентябре 1998 года и сразу завоевал место в основе первой команды. Дебют состоялся в матче против «Дерби Каунти» 28 ноября 1998 года, Гарри Монк занял место травмированного Кена Монку.
В сентябре 1999 года на правах аренды выступал за «Стокпорт Каунти», но был отозван обратно в «Саутгемптон» на два матча в январе 2000 года.
В январе 2001 года, Гарри Монк был арендован «Оксфорд Юнайтед», однако снова был отозван из-за травмы Гленна Ходдла и кризиса среди защитников «Саутгемптона». В мае 2001 года футболист помог одержать победу над «Манчестер Юнайтед» и «Арсеналом».
С декабря 2002 года по 20 марта Монк выступал за «Шеффилд Уэнсдей» на правах аренды с возможностью выкупа, но «Совы» вылетели во второй дивизион.
В феврале 2004 года Гарри Монк покинул «Святых» и, став свободным агентом, подписал контракт с «Барнсли». В течение полугода Монк пытался закрепиться в основе новой команды, забил гол «Бристоль Сити» в Кубке Англии, однако в июне того же года перешёл в «Суонси Сити».

### «Суонси Сити»
Гарри Монк помог «Лебедям» с продвижением по турнирной таблице в своём первом сезоне, во втором сезоне — завоевать место в плей-офф Первой Футбольной лиги. В августе 2006, после ухода Роберто Мартинеса, было объявлено, что Монк станет капитаном команды на предстоящий сезон. До этого футболист уже брал на себя обязанности капитана вместо испанского полузащитника. Однако в новом сезоне Гарри Монк получает разрыв крестообразных связок, при безобидном, на первый взгляд, столкновении с нападающим «Сканторп Юнайтед» Энди Кео.
Монк возвращается в команду в начале сезона 2007/08. С ним команда становится чемпионом Первой Футбольной лиги, набрав 92 очка, что является рекордом для клуба.
В сезоне 2008/09 центром обороны «Суонси» являлись два футболиста: Гарри Монк и Эшли Уильямс, пришедший из «Стокпорт Каунти» — клуба, в котором ранее выступал сам Монк. Хорошие выступления команды позволили занять 8-е место в первом сезоне после возвращения в Чемпионшип.
Сезон 2009/10 выдался не самым лучшим для Гарри Монка: он сыграл только 22 игры из-за травм и дисквалификаций. Команда упустила место в плей-офф в последний день сезона. После ухода из клуба Паулу Соуза, который возглавил соперников «Лебедей» — «Лестер Сити» — Гарри Монк раскритиковал бывшего тренера.
Новый сезон начался хорошо, Монк выходил в основном составе каждый матч, пока не получил травму в матче против «Колчестер Юнайтед» в Кубке Англии 8 января 2011 года. Вскоре футболист оправится от травмы и поможет одержать победу над «Редингом» в финале плей-офф Чемпионшипа. Монк будет вознаграждён новым трёхлетним контрактом, рассчитанным до 2014 года.
24 февраля 2013 года Гарри Монк вместе с Эшли Уильямсом подняли Кубок лиги после убедительной победы в финальной встрече над «Брэдфорд Сити» (5:0).
Сыграв в сезоне 2012/13 всего 15 матчей, 15 июля 2013 года Гарри Монк передал капитанскую повязку своему давнему партнёру по обороне Эшли Уильямсу. В первой половине сезона 2013/14 Гарри перестал попадать в состав и сыграл только одну встречу в Кубке лиги.

## Тренерская карьера

### «Суонси Сити»
4 февраля 2014 года Монк был назначен играющим главным тренером «Суонси» после увольнения Микаэля Лаудрупа. 8 февраля, в своей первой игре в качестве менеджера, Гарри добился разгромной победы в южноваллийском дерби над «Кардифф Сити» (3:0). Монк успешно вёл борьбу за выживание и за один тур до окончания чемпионата обеспечил «Суонси» сохранение прописки в Премьер-лиге. 7 мая 2014 года Монк возглавил клуб на постоянной основе, подписав с «лебедями» трёхлетний контракт.
В сезоне 2014/15 «Суонси» стартовал с трёх побед подряд — над «Манчестер Юнайтед», «Бернли» и «Вест Бромвич Альбион». По итогам августа «Суонси» возглавил турнирную таблицу Премьер-лиги, а Монк получил награду Лучшего тренера месяца. 11 мая 2015 года «Суонси» одержал выездную победу над «Арсеналом» (1:0). Таким образом, «лебеди» стали третьей командой в истории Премьер-лиги, дважды победившей «Арсенал» и «Манчестер Юнайтед» в одном сезоне, и завершили чемпионат на рекордно высоком 8-м месте.
В июле 2015 года Монк подписал новый трёхлетний контракт, однако неудачно начал сезон 2015/16, одержав в стартовых 11 турах всего 1 победу. В итоге, 9 декабря 2015 года, после 12 лет пребывания в клубе, Монк был уволен с поста главного тренера «Суонси».

### «Лидс Юнайтед»
2 июня 2016 года Монк заключил однолетний контракт с клубом Чемпионшипа «Лидс Юнайтед», сменив на посту менеджера Стива Эванса. 7 августа, в своей первой официальной игре, Монк потерпел разгромное поражение от «Куинз Парк Рейнджерс» (0:3). Первая победа в чемпионате была одержана в 4-м туре на выезде над «Шеффилд Уэнсдей» со счётом 2:0.
Постепенно «Лидс» сумел поправить турнирное положение и к ноябрю 2016 года поднялся на 6-е место в Чемпионшипе. Монк был номинирован на награду «Лучшего менеджера» по итогам октября, но уступил приз наставнику «Ньюкасл Юнайтед» Рафаэлю Бенитесу. В Кубке Английской лиги «Лидс» также выступал успешно и под руководством Монка прошёл четыре раунда, добравшись до четвертьфинала. 29 ноября на «Энфилде» он уступил «Ливерпулю» со счётом 2:0, однако показал впечатляющую игру против тогдашних лидеров Премьер-лиги.
17 декабря «Лидс» победил «Брентфорд» (1:0), поднявшись на 5-ю позицию — самое высокое место в Рождество с момента работы Саймона Грейсона в 2010 году. 19 марта 2017 года, после победы над «Брайтон энд Хоув Альбион» (2:0), «Лидс» до 11 очков увеличил свой отрыв от 7-го места, прочно закрепившись в зоне плей-офф. Однако в последних 8 играх сезона одержал лишь одну победу и уступил последнюю путевку в плей-офф «Фулхэму».
По окончании сезона Монк рассчитывал подписать с «Лидсом» новое долгосрочное соглашение и дважды проводил встречи с новым владельцем клуба Андреа Радриццани, однако тот предложил использовать лишь опцию продления контракта на прежних условиях, в результате чего 25 мая Монк подал заявление об отставке.

### «Мидлсбро»
9 июня 2017 года Монк был назначен главным тренером клуба «Мидлсбро», вылетевшего из Премьер-лиги. 5 августа, в своей первой официальной игре, Монк потерпел поражение на выезде от «Вулверхэмптон Уондерерс» (0:1). 12 августа, в матче 2-го тура против «Шеффилд Юнайтед», была одержана первая победа со счётом 1:0.
Закончив первый круг чемпионата лишь на 9-м месте, 23 декабря 2017 года Монк был уволен.

### «Бирмингем Сити»
4 марта 2018 года возглавил другой клуб Чемпионшипа — «Бирмингем Сити», вместо отправленного днём ранее в отставку Стива Коттерилла.

## Достижения
В качестве игрока:
«Суонси Сити»
- Обладатель Трофея футбольной лиги: 2005/06
- Победитель Лиги Один: 2007/08
- Победитель плей-офф Чемпионшипа: 2010/11
- Обладатель Кубка лиги: 2012/13